# كرونوس
كرونوس (بالإنجليزية: Cronos)‏ أو مُكَلَّل في الأساطير الإغريقية وحسب هيسيود هو ابن غايا الأصغر من أورانوس وهو قائد الجبابرة وأب زيوس. يعادل في الأساطير الرومانية ساتورن.
حسب علم الألفاظ فمن الممكن أن الاسم كرونوس هو تطور للاسم كراينو وومن هذا فإن معنى كرونوس ( المُكَلَّل أو المُتَوَّج ) .
من المحتمل جداً أن الاسم كرونوس يحمل جذوراً من حضارات ماقبل إغريقية.

## الأسطورة
ولدت غايا الجبابرة في السر وحرضت كرونوس - أصغرهم - على أن يخصي والده أورانوس وأعطته المنجل كأداة، كان فعله هذا ليحرر إخوته السايكلوب وذوي المئة ذراع من تارتاروس حيث حبسهم والدهم أورانوس لكرهه لهم.
أصبح كرونوس بعد هذا (أو لهذا السبب) حاكم الكون ومؤسس العصور الذهبية .
و أخذته ريا (حسب هيسيود) زوجاً لها. لخوفه أن يتحقق التوقع بأن أحد أبنائه سيفعل به كما فعل هو بوالده، كان يبتلع أولاده الذين تلدهم ريا عقب ولادتهم مثل :
هيستيا ، ديميتر، هيرا ، هاديس ، بوسيدون ولكن بدل أصغرهم زيوس أعطته ريا حجراً مقمطاً كرضيع ليبتلعه كرونوس فابتلعه الأخير دون أن ينتبه للخدعة.
أما زيوس فقد خبأته أمه في مغارة جبل أيغائيون على غايا حيث ترعرع واستطاع لاحقاً أن ينتصر على والده واستطاع إجباره على إخراج إخوته من بطنه (داخله) فأخرج أولاً الحجر ثم أُخْوة زيوس . أما الحجر فقد وضعه زيوس في معابد بيثو في دلفي ليُقَدس من البشر .

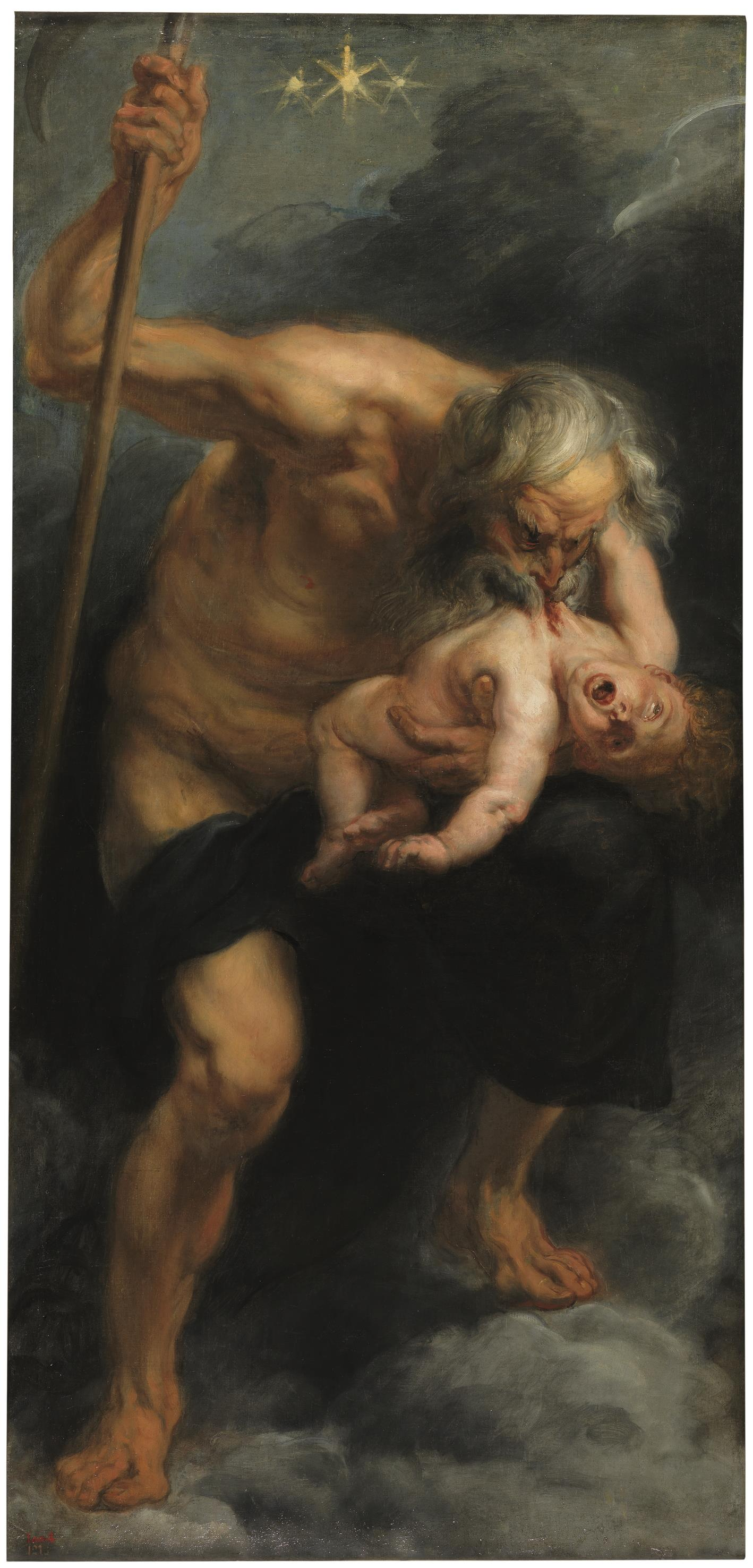
كرونوس يلتهم أحد أبنائه بريشة بيتر بول روبنز

## الأسطورة من وجهة نظر أخرى
حكاية الأورفكريين تقول أن كرونوس شرب عسلا كان يسيل من شجرة سنديان فاستلقى سكرانا لذلك استطاع زيوس أن يقيده وينقله إلى جزر الروحانين (إليسيون) التي تقع على طرف البسيطة (القرص الأرضي)الغربي حيث ما زال ينتظر هناك ولذلك ما زالت العصور الذهبية موجودة هناك.
أما في حكايات أبولودور الأثيني فإن ميتيس حبيبة زيوس الأولى هي من ساعد زيوس في إطاحة والده بإعطائها للأخير مشروبا مخدرا أجبره على إخراج أولاده من بطنه (داخله)

## عبادة كرونوس
كانت عبادة كرونوس قليلة وغير مباشرة، فمثلا كان الحجر الذي ابتلعه كرونوس بدلا عن إبنه زيوس يُطيب كل يوم بالزيوت (يُمسح) ويُقمط في الأعياد.

## كرونوس وخرونوس
تمازج الاسمين كرونوس وخرونوس في بعض الحكايات لا يعني أنهما واحد. فخرونوس هو أحد البروتوغونييين (المولودين الأوائل - أول الآلهة)
كرونوس هو أصغر العمالقة وهو ابن العملاق أورانوس، أمه غايا آلهة الأرض.

## أساطير بصيغة أخرى
بتحريض من أمه غايا قتل والده أورانوس الذي أخبره بأنه سيأتي أحد أبنائه ويقتله فلهذا كان كرونوس يبتلع أبنائه ولكن استطاعت زوجته أن تخفي ابنها زيوس حيث أرسلته مع طائر إلى جزيرة كريت عندما كان رضيعا واعتنت به الحوريات إلى أن كبر، ورجع إلى والده كرونوس وجعله يبتلع شرابا ليخرج كل إخوته الذين ابتلعهم، وبذلك بدأت المعركة بين كرونوس وأبنائه الخمسة بقيادة زيوس.
انتصر زيوس وإخوته وكعقاب لوالدهم جعلوه يحمل المعبد العظيم الذي فيه صندوق البندورا في صحراء الأموات إلى أن يموت.